# Капля (кинопремия)
«Ка́пля» — российский международный кинофестиваль (кинопремия) остросюжетного кино и фильмов ужасов. Проходит ежегодно в Москве с 2010 года, в последнюю неделю марта.
Учредителем фестиваля (кинопремии) является продюсерская компания «Live Entertainment» в лице её президента, заслуженного деятеля искусств России, куратора внеконкурсной программы Московского международного кинофестиваля «Ночи страха», кинопродюсера, актёра, ведущего и генерального продюсера фестиваля Виктора Буланкина.

## Регламент кинофестиваля (кинопремии)
В рамках кинопремии проходят фестивальные показы как старых, так и премьерных фильмов, «звёздный мастер-класс» с участием российских и зарубежных гостей кинопремии и торжественная церемония награждения. Церемония награждения включает в себя три категории наград:
- прокатчикам за лучшие фильмы, привезённые на российский прокатный рынок за отчётный год (народное голосование),
- молодым режиссёрам и продюсерам за новые работы (победители в номинации «Надежда на спасение»),
- звёздам мирового хоррора (специальная премия «За вклад в развитие жанра»).

До 2016 года победителям вручалась статуэтка с изображением привидения. С 27 марта 2016 года вручается двухкилограммовая статуэтка с изображением большой капли крови, падающей на киноплёнку.
Кинопремию ежегодно посещают российские и зарубежные звёзды кино. Гостями и почётными лауреатами кинопремии «Капля» за прошедшие годы стали Джодель Ферланд, Костас Мэндилор, Акира Ямаока, Ренат Давлетьяров, Леонид Куравлёв, Йеппе Лаурсен, Стюарт Гордон, Преити Уупала, Дэниел Лихт, Лина Леандерссон, Николай Аверюшкин, Александр Зуев, Ллойд Кауфман, Дмитрий Глуховский, Андрей Соколов, Зак Галлиган, Барбара Неделякова, Руджеро Деодато, Кайл Кэтлетт и многие другие.

## События
С 23 января по 26 января 2014 года в Москве проходила IV Mеждународная российская кинопремия ужасов «Капля», гостями которой стали Станко Мольнар, Стюарт Гордон, Брайан Юзна, японский режиссёр Сюске Канеко, Оливер Робинс, продюсер серии игр «Dead Island» и «Dying light» Мачией Бинковски. 26 января в Центральном доме журналистов прошла церемония награждения победителей кинопремии, на которой всем гостям была вручена специальная премия за международный вклад в развитие жанра хоррор. На церемонии же состоялась торжественная передача в фонд музея кинопремии оригинального экземпляра 35-мм плёнки фильмов «Общество» и «Реаниматор» лично из рук Брайана Юзны. Почтили своим присутствием также режиссёр фильма «Река» Андрей Килин и актриса, сыгравшая в нём главную роль Екатерина Сокарева, лично приехавший из Владивостока режиссёр фильма «Проект Панацея» Георгий Саенко, а также писатель, автор бестселлера «Метро» Дмитрий Глуховский, режиссёр Михаил Брашинский, и музыканты группы «Король и Шут».
C 2014 года на фестивале сформирован постоянный оргкомитет. В него вошли:
- Учредитель, президент и генеральный продюсер фестиваля — Виктор Буланкин
- Пиар-служба — Мария Агишева, Александр Попенсков
- Менеджер по работе со звёздами — Ирина Белова
- Ассистент, администратор — Александр Мозгунов
- Видеорежиссёр, оператор — Иван Михайлик
- Графические дизайнеры — Дмитрий Жуков, Илиана Борисова
- Бухгалтер, финансовый контроллер — Мария Лукашева
- Переводчики, сопровождающие — Ольга Козлова, Тамара Циталашвили, Степан Петров
- Системный администратор — Станислав Махров

Также с 2014 года на кинофестивале учреждено международное жюри, которое просматривает и оценивает поданные на конкурс фильмы из разных стран (до 2014 года за понравившиеся фильмы голосовали зрители на официальном сайте кинопремии). В международное жюри вошли:
- Георгий Саенко, Россия (кинорежиссёр)
- Николай Аверюшкин, Россия (актёр театра и кино, сценарист)
- Оливер Робинс, США (кинорежиссёр, продюсер, киноактёр)
- Станко Мольнар, Италия (актёр)
- Мачией Бинковски, Польша (разработчик и дизайнер игр)
- Сильвия Перель, Мексика (международный судья, почётный член жюри ММКФ)
- Председатель жюри: Сильвия Перель

С 27 по 30 сентября 2023 года в Москве состоялся XIII Российский Международный кинофестиваль остросюжетного кино Капля. Председателем жюри стал Ричард Каттинг, кинопродюсер, кинорежиссер, актер из США. Приз за лучший хоррор из рук президента фестиваля получил итальянский актёр Джанлука Ваннуччи за работу в фильме «L'orafo» / «Ювелир», который российские локализаторы выпустили под названием «Не дыши: Игра на выживание». Приз за лучший полнометражный триллер года получила дебютная работа режиссёра Андрея Паюкова, «Подвал господина Гринберга».
Церемония награждения завершилась демонстрацией фильма «Не дыши: Игра на выживание».

## Лауреаты

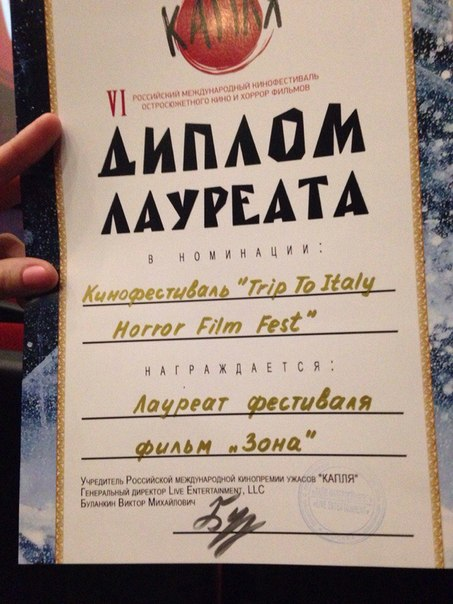
Диплом фестиваля

### 2010
- Лучший зарубежный фильм, вышедший в отечественный прокат: «Пила 7»;
- Лучший отечественный фильм ужасов: «Фобос. Клуб страха»;
- Лучший комедийный фильм ужасов: «Убийцы вампирш-лесбиянок»;
- Лучшая режиссёрская работа: Оливер Паркер («Дориан Грей»);
- Лучший сценарий: Брайан Нельсон и М. Найт Шьямалан («Дьявол»);
- Лучший актёр в жанре ужасов: Бенисио Дель Торо («Человек-волк»);
- Лучшая актриса в жанре ужасов: Мила Йовович («Обитель зла в 3D: Жизнь после смерти»);
- Лучшая музыка: Стив Яблонски («Кошмар на улице Вязов»);
- Лучшая операторская работа: Глен МакФерсон («Обитель зла в 3D: Жизнь после смерти»);
- Лучшие спецэффекты: («Обитель зла в 3D: Жизнь после смерти»).

###### Специальные премии за вклад в развитие жанра
- Сinema Hotel Corporation (New Films International);
- Shoreline Entertainment;
- Ллойд Кауфман (Troma Entertainment);
- Ивану Пачину за лучший неформатный короткометражный фильм в жанре ужасов («Гробница фараона»);
- Компании «Акелла» за отечественный вклад в развитие жанра ужасов в игровой индустрии;
- Дэвид Кейдж («Heavy Rain» (Play Station 3)) и Сергей Клишо за вклад в игровой сфере;
- Дарье Балабановой (актриса фильма «Юленька»), Ренату Давлетьярову и Александру Котелевскому (продюсеры фильма «Юленька»);
- Екатерине Щегловой («Мёртвые дочери»);
- Костас Мэндилор («Пила 3-7»);
- Йеппе Лаурсен («Операция „Мёртвый снег“»);
- Тимуру Бекмамбетову за фильмы «Ночной дозор» и «Дневной дозор» — телеканал А1;
- Фильм «Ведьма» (продюсеры: Александр Зуев, Павел Полетаев, Сергей Долганов; режиссёр: Олег Фесенко);
- Фильм «Цветок дьявола» (продюсер: Игорь Задорин; режиссёр: Екатерина Гроховская).
- Николаю Лебедеву (режиссёр фильма «Змеиный источник»).

### 2011
- Лучший зарубежный хоррор: «Пункт назначения 5»;
- Лучший отечественный хоррор: «Закрытая школа» и «Проект „Панацея“»;
- Лучший комедийный хоррор: «Убойные каникулы»;
- Лучший психологический триллер: «Чёрный лебедь»;
- Лучший фильм ужасов: «Паранормальное явление: Ночь в Токио»;
- Лучший режиссёр: Даррен Аронофски («Чёрный лебедь»);
- Лучший актёр: Колин Фаррелл («Ночь страха»);
- Лучшая актриса: Натали Портман («Чёрный лебедь»);
- Лучшие звуковые эффекты: «Пункт назначения 5»;
- Лучшие визуальные эффекты: «Пункт назначения 5».

##### Специальные награды

###### «Надежда на спасение»
- «Споры», реж. Максим Дьячук;
- «Проклятая»;
- «Билет в один конец», реж. Павел Дудин;
- «Звено», реж. Роман Романовский.

###### За отечественный вклад в развитие жанра хоррор
- «С. С. Д.», реж. Вадим Шмелёв;
- «Вий», реж. Константин Ершов, Георгий Кропачёв.

###### За международный вклад в развитие жанра хоррор
- Режиссёр Антти-Юсси Аннила, Финляндия;
- Актёры Коре Хедебрант и Лина Леандерссон, Швеция;
- Актёр Антон Трой, США;
- Композитор Дэниел Лихт, США;
- Актриса Джодель Фёрланд, Канада;
- Мультипликатор Кенн Наварро (сериал «Весёлые лесные друзья»), США;
- Режиссёр Стюарт Гордон, США;
- Фильм «Я увижу тебя в моих снах», Португалия;
- Фильм «Месть ёлок», Канада/Великобритания.

### 2012
- Лучший зарубежный фильм: «Запретная зона»;
- Лучший отечественный фильм: «Президент Линкольн: Охотник на вампиров»;
- Лучший мультфильм: «Франкенвини»;
- Лучший комедийный фильм ужасов: «Пираньи 3DD»;
- Лучший психологический триллер: «Явление».

##### Специальные награды

###### «Надежда на спасение»
- «Конечная остановка», реж. Арсений Гончуков;
- «Блогер», реж. Сергей Угольников, Дмитрий Ефремов;
- «Звено», реж. Роман Романовский;
- «Silent Hill: Lost Innocence», реж. Даниеле Мисишиа, Италия.

###### За вклад в развитие жанра
- Анна Скиданова и Павел Прилучный («Закрытая школа»);
- Алёна Бабенко («Жесть»);
- Андрей Килин, Екатерина Сокарева, Владимир Пермяков («Река»).

### 2013
- Лучший зарубежный хоррор: «Заклятие»;
- Лучший отечественный хоррор: «Метро»;
- Лучший комедийный хоррор: «Тепло наших тел»;
- Лучший психологический триллер: «Экстренный вызов»;
- Лучший фантастический хоррор: «Телекинез»;
- Лучший слэшер: «Техасская резня бензопилой 3D».

Приз зрительских симпатий:
- «Река», реж Андрей Килин;
- «Зомби каникулы» реж. Кирилл Кемниц.

«Надежда на спасение»:
- Лучший короткометражный фильм: «Валентинка», реж. Евгений Колядинцев;
- Лучший полнометражный фильм: «Молли Краус», реж. Рэй Уайлкс, Великобритания.

Специальная премия за отечественный вклад в развитие жанра «хоррор»:
- Дмитрий Глуховский («Метро»);
- Михаил Горшенев («Король и Шут») (посмертно);
- Михаил Брашинский («Шопинг-тур»);
- Александр Зуев и Николай Аверюшкин («Прикосновение»).

Специальная премия за международный вклад в развитие жанра «хоррор»:
- Стюарт Гордон, режиссёр;
- Брайан Юзна, продюсер;
- Оливер Роббинс, актёр, продюсер;
- Сюске Канеко, режиссёр;
- Станко Мольнар, актёр;
- Мачией Бинковски, продюсер игр в жанре survival horror.

### 2014
- Лучший зарубежный хоррор: «Проклятие Аннабель»;
- Лучший отечественный хоррор: «Владение 18»;
- Лучший комедийный хоррор: «Дом с паранормальными явлениями 2»;
- Лучший психологический триллер: «Люси»;
- Лучший фантастический хоррор: «Дракула»;
- Лучший хоррор-сериал: «Сверхъестественное»;
- Лучшая хоррор игра: «The Evil Within».

«Надежда на спасение»:
- Лучший сценарий: Андрей Костромитин за фильм «Со смертью на ты»
- Лучший короткометражный фильмом года: «Стадо», реж. Мелани Лайт.
- Лучшая полнометражный фильм: «ПанОптикон: тюрьма на острове», реж. Валерий Переверзев.

Специальная премия за отечественный вклад в развитие жанра хоррор:
- Владимир Алеников за фильмы «Феофания, рисующая смерть», «Пистолет», «Война Принцессы»;
- Фильм «Феофания, рисующая смерть» был награждён отдельной премией за вклад в развитие российского хоррора;
- Юрий Перов — («Феофания, рисующая смерть»);
- Тамара Тана — («Феофания, рисующая смерть»);
- Татьяна Новик — («Феофания, рисующая смерть»);
- Анна Терехова — («Феофания, рисующая смерть»);
- Александр Песков и Людмила Чурсина за роли в фильме «Хаги-Траггер»;
- Екатерина Гусева за роль в фильме («Змеиный источник»);
- Алексей Воробьёв за роль в фильме «Фобос. Клуб страха»;
- Дарья Миронова, участница шоу «Битва экстрасенсов».

Специальная премия за международный вклад в развитие жанра хоррор:
- Наоми Гроссман, актриса;
- Бен Вульф, актёр;
- Никки Эйкокс, актриса;
- Майк Карпентер, актёр;
- Эрик Робертс, актёр;
- Корбин Бернсен, актёр;
- Вейн Мартин, продюсер игр в жанре survival horror.

### 2015
В 2015 году церемония не проводилась.

### 2016
Ведущие: Виктор Буланкин, Светлана Перель, Валентина Ляпина;
- Лучший зарубежный хоррор: «Астрал: Глава 3»;
- Лучший отечественный хоррор: «Убрать из друзей»;
- Лучший комедийный/мультипликационный хоррор: «Монстры на каникулах 2»;
- Лучший психологический триллер/фантастический хоррор: «Оно»;
- Лучший хоррор-сериал: «Американская история ужасов».

«Надежда на спасение»:
- Лучший сценарий: Гэри Смайли за фильм «Путеводитель по катакомбам» (Великобритания);
- Лучший короткометражный фильм: «Столичные кошмары», реж. Вячеслав Курдюков; «Седьмой грех», реж. Иван Качалин;
- Лучший полный метр: «Три», реж. Павел Хвалеев.

Специальная премия за отечественный вклад в развитие жанра хоррор:
- Андрей Соколов за роль в фильме «Пьющие кровь»;
- Елена Антипова и Сергей Вершинин за роли в фильме «Игры в темноте»;
- Татьяна Новик за роли в фильмах «Экипаж», «Феофания, рисующая смерть», «Змеиный источник»;
- Николай Лебедев за фильмы «Змеиный источник», «Изгнанник» и «Экипаж»;
- Юрий Торсуев за роль в сериале «Пятницкий»;
- Данила Козловский за роль в фильме «Экипаж».

Специальная премия за международный вклад в развитие жанра хоррор:
- Андреа Марфори (Италия);
- Руджеро Деодато (Италия);
- Барбара Неделякова (Словакия);
- Срджан Спасоевич (режиссёр) и Неманья Йованович (оператор) за фильм «Сербский фильм».

Специальная премия «Лучшая хоррор-группа России»:
- Otto Dix.

### 2017
Ведущие: Михаэль Драу, Карина Барби, Ольга Светлая, Яна Бондарева.
Народное голосование:
- Лучший межжанровый хоррор: «Человек – швейцарский нож»;
- Лучший зарубежный триллер: «Инферно»;
- Лучший отечественный триллер: «Коллектор»;
- Лучший зарубежный хоррор: «Не дыши»;
- Лучший отечественный хоррор: «Невеста».

«Надежда на спасение»:
- Лучший сценарий года: «Все зомби любят кино», реж. Дмитрий Витер;
- Лучший короткометражный хоррор: «Лес смерти», реж. Ноэль Холмз;
- Лучший короткометражный триллер: «Молотков», реж. Роман Волков;
- Лучший полный метр года: «МИЗИРЛУ», реж. Тревор Симз.

Специальная премия за отечественный вклад в развитие жанра хоррор:
- Премия за социальные психологические драмы: Валерия Гай Германика («Все умрут, а я останусь», «Да и да»);
- Премия за социальный хоррор: Владимир Епифанцев («Зелёный слоник»), актёры фильмов «Защитники», «Вурдалаки» и «Ночные стражи».

Специальная премия за международный вклад в развитие жанра хоррор:
- Паола Миньони (Италия);
- Серджо Стивалетти (Италия);
- Джованни Ломбардо Радиче (Италия);
- Сергей Онопко (Германия);
- Джеймс Рассел (США);
- Лорен Эспозито (США);
- Милан Тодорович (Сербия)[3].

Также был показан первый альманах ужасов фестиваля «Тьма».

### 2018
«Приз зрительских симпатий»:
- Фильм «Ржавые твари» — режиссёр Михаил Бродский, Беларусь
- Фильм «Двойник» — (Doppelganger) — режиссёр Миша Йемчек, Норвегия
- Фильм «Однажды накануне дня всех святых» (Once Upon A Time On All Hallows’ Eve) — режиссёр Ярослав Гоголин, Португалия
- Фильм «Человек с мешком» (Papa-Figo) — режиссёр Алекс Рейс, Бразилия

«Надежда на спасение»:
- Лучший сценарий — Мануэль Гэй Морено «Красная стрела» («Red Arrow»), Испания
- Лучший короткометражный хоррор — фильм «Ужас и страх», Анна Троянская, Россия
- Лучший короткометражный триллер — фильм «Голоса», Спартак Лагкуев, Южная Осетия
- Лучший короткометражный саспенс — фильм «Вера и Глюча», Артур Виденмеер, Россия
- Лучший полнометражный хоррор — фильм «Финал» («FINALE»), Сорен Петерсон, Дания
- Лучший полнометражный триллер — фильм «Последний выход» («The Final Exit»), Mrunal Jhaveri, Индия

«Специальная премия за отечественный вклад в развитие жанров остросюжетного кино»:
- Актрисы Маргарита и Полина Салионовы (за фильм «Проигранное место»)
- Режиссёр Павел Сидоров и продюсер Дмитрий Литвинов (за фильм «Рассвет»)
- Продюсеры Михаил Курбатов, Анна Курбатова, Григорий Подземельный (за фильм «Проводник»)
- Режиссёр Тигран Саакян и сценарист Ольга Рудь (за фильм «Отрыв»)
- Актёр Дмитрий Кубасов (за фильм «С.С.Д.»)
- Российская актриса в Голливуде — Елена Корнилова (по совокупности работ)
- Киноактер Юрий Чурсин (за фильмы «Гости», «Изображая жертву», сериалы «Шакал», «Мафия», «Паук», «Молодая гвардия» и другие фильмы)
- Киноактер Александр Рапопорт («Закрытая школа», «Адмирал», «Жара», «Лектор» и другие фильмы)

«Специальная премия за международный вклад в развитие жанров остросюжетного кино»:
- Эркен Ялгашев, Казахстан (фильмы «Вне игры», «Пропавший воин», «Тени в раю» и другие)
- Елена Фокина, Швеция (фильм «Суспирия»)
- Йеркер Фальстрём, Швеция (фильм «Дом, который построил Джек»)
- Филип Риду и Хелен Кревел, Великобритания (фильм «Проклятие: Кукла ведьмы»)
- Ричард Каттинг, США (фильмы «Ужаслэнд 1-2», «Сокровище нации», сериал «Карточный домик»)
- Ларри Коэн (посмертно)

### 2019
Церемония награждения проходила 25 октября 2020 года в кинотеатре «Формула Кино Европа» (Москва).
«Специальная премия „За отечественный вклад в развитие жанра хоррор“»:
- Валерий Переверзев — художник и режиссёр, фильмы «Пляски смерти»", «Паноптикон», «Остров мертвых кукол», «Барбара»
- Вилен Бабичев — актёр, фильмы «Тренер», «Кома», «Битва за Севастополь»
- Севастьян Бугаев — актёр, фильм «Тварь»
- Ольга Городецкая — режиссёр, фильм «Тварь»
- Алёна Чехова — актриса, фильмы «Легенда белой ведьмы», «Он — дракон», «Хардкор», «Осечка»
- Клим Шипенко — режиссёр, фильм «Текст»

«Специальная премия за международный вклад в развитие жанров остросюжетного кино»:
- Хавьер Ботет, Испания (фильмы «Оно», «Слендермен», «Мама», «Астрал 4»)
- Чарли Бонд, Великобритания
- Джеймс Хеймер-Мортон, Великобритания
- Коэн Дэй, Великобритания (фильм «Дом, который построил Джек»)
- Резит Беркер Энос, Турция

### 2020
Церемония награждения проходила 29 августа 2021 года в кинотеатре «Foster Cinema» (Москва).
Лучший полный метр года:
- Лучший полнометражный триллер — «Sky Sharks», режиссёр Mark Fehse, Германия;
- Лучший полнометражный хоррор — «Кахексия», Россия, режиссёр Алина Галимуллина;
- Фильм-сенсация года — «Вирус», Египет, режиссёр Усама Омар;
- Специальный приз за лучший фильм конкурсной программы — «Красный призрак».

Специальная премия за отечественный вклад в развитие жанров остросюжетного кино:
- Ксения и Евгения Каратыгины («Бывшие», «Черновик», «История иллюзий», «Суд присяжных», «След», «Кома», «Детективы»);
- Даниил Вершинин за лучший дебют (сериал «Пищеблок»);
- Анна Васильева («Диггеры», «Спойлер», «Не бойся 1-2», «Улики из прошлого», «Геймеры», «Игра», «Невидимки»);
- Луиза Габриэла-Бровина («Фантом», «Топтуны», «Закрытая школа», «Здесь кто-то есть»);
- Алексей Воробьёв («Горные огни», «Ватиканские записи», «Сокровища ОК», «Фобос. Клуб страха», «Шуберт»);
- Сергей Гармаш («Метод», «Вторжение», «По ту сторону смерти», «Притяжение», «А зори здесь тихие», «Морпехи», «Прячься!», «Черная молния», «Книга мастеров», «Стиляги», «Обитаемый остров», «12», «Охота на пиранью», «Каменская»).

Специальная премия за международный вклад в развитие жанров остросюжетного кино:
- Steve De Roover, Бельгия («Смертельный декабрь», «Муил», «Хэштег»);
- Sadie Katz, США («Поворот не туда», «Робокоп», «Боязнь клоунов», «Пункт назначения», «Автобус в ад»);
- Roman Varshavsky, США (сериал «Очень странные дела», «Линия жизни», «Белая мгла», «Шпионка»);
- SWERY, Япония (игры «Deadly Premonition 1-2», «Spy Fiction», «Extermination»);
- Костас Мэндилор, США («Пила 2-6», «Особо тяжкие преступления», «Однажды в сказке», «Морская полиция», «Запах смерти», «Байки из склепа»).